# Vasilij Vladimirovič Dolgorukov
Principe Vasilij Vladimirovič Dolgorukov, (in russo: Василий Владимирович Долгоруков) (1667 – 11 febbraio 1746), è stato un generale russo.

## Biografia
Era il figlio di Vladimir Dmitrievič Dolgorukov (1638-1701), che era il nipote del comandante Jurij Alekseevič Dolgorukov.

## Carriera

### Grande guerra del Nord
Servì nel reggimento Preobraženskij. Partecipò all'assedio di Curlandia nel 1705 e si distinse nella conquista di Jelgava. Nel febbraio 1706, con il grado di capitano della guardia, era distaccato presso il reggimento di Ivan Stepanovič Mazeppa, nello stesso anno fu promosso al grado di maggiore e comandò il 1º battaglione del reggimento della guardia.
Nel 1708 venne mandato in spedizione sul Don per placare la Rivolta di Bulavin, nella quale venne ucciso suo fratello Jurij.
Nel 1709 partecipò alla battaglia di Poltava. Subito dopo la vittoria, nel novembre 1709, è stato nominato comandante del reggimento della guardia con il grado di tenente colonnello e, contemporaneamente, ricevette il grado di maggior generale dell'esercito.
Nel 1710 comandò il suo reggimento partecipò alla assedio di Vyborg. Nel 1713, si distinse nell'assedio di Stettino e nel 1715 è stato presidente di una commissione speciale nominata dal re per frode e appropriazione indebita di ricerca nelle provincie commessi con la partecipazione del principe Menšikov. Nel 1716 fino al 1717 accompagnò l'imperatore nel suo secondo viaggio all'estero.
Nel 1718 fu spogliato dal suo rango ed esiliato a Solikamsk. Solo il giorno dell'incoronazione di Caterina I, il 7 maggio 1724, gli fu permesso di rientrare in servizio con il grado di colonnello.

### Caterina I e Pietro II
Caterina I lo nominò comandante delle truppe concentrate nel Caucaso. Quando Pietro II salì al trono, egli venne convocato a Mosca. Nel 1728 venne promosso a generale feldmaresciallo ed è stato nominato membro del Consiglio Privato Supremo.

### Anna I
Dopo la morte di Pietro II, Dolgorukov, in una riunione del Consiglio Privato Supremo, si oppose fortemente all'autocrazia, principi della proposta di Dmitrij Michajlovič Golicyn e Vasilij Lukič Dolgorukov.
Nel 1731, dopo la denuncia di Luigi Guglielmo d'Assia-Homburg, venne arrestato. Nel 1737 venne trasferito alla fortezza di Ivangorod, e nel 1739, quando ci fu un caso di truffa nel testamento spirituale di Pietro II, Dolgorukov fu imprigionato a vita nel monastero di Solovki.

### Elisabetta I
Elisabetta I lo richiamò a corte, tornò al grado di feldmaresciallo e venne nominato presidente del Collegio Militare. In questa posizione ha introdotto dei miglioramenti significativi nell'organizzazione dell'esercito russo.